# Војислав Чаркић
Војислав Чаркић, у народу познат као Поп Жућо, (Сарајево, 1937 — Источно Сарајево, 4. мај 2024) био је свештеник Српске православне цркве који је Одбрамбено-отаџбински рат провео на првој линији као једини војни свештеник Сарајевско-романијског корпуса Војске Републике Српске. У рату је носио чин мајора, а послије њега озваничен је као потпуковник. Од 1995. године живио је у насељу Миљевићи, у општини Источно Ново Сарајево.

## Биографија
Рођен је на Башчаршији, историјском језгру града Сарајева, гдје је завршио основну школу и нижу гимназију. Након завршетка гимназије, уписао је петогодишњу Богословију у Призрену, коју је завршавио 1958. године, а након тога студије наставља на Теолошком факултету у Београду. Након завршеног факултета, једно вријеме проводи у Београду гдје је обављао послове у Патријаршијском двору до 1964. године. Постдипломске студије је завршио у Њемачкој, као стипендиста старокатоличке цркве Њемачке.
Са 27 година добија прву парохију, распоређују га у цркву Светог великомученика Прокопија у Високом, гдје остаје до 1974. године. Након десет година свештеничког службовања, враћа се у свој родни град, у Сарајево, гдје добија парохију у цркви Светог Преображења, гдје остаје све до почетка ратних сукоба.

## Одбрамбено-отаџбински рат
Прота Војислав је почетак ратних сукоба дочекао у Новом Сарајеву, на мјесту свештеника у цркви Светог Преображења. Уочи Малог Васкрса исте године, прота Војо, напушта дотадашњу парохију, прелази ријеку Миљацку и долази у насеље Грбавицу, гдје је формирана Српска општина Ново Сарајево. Прота Војо облачи униформу Војске Републике Српске и читав рат проводи на првој линији, обављајући поред војних задатака и оне друге, за које се школовао, свештеничке.
Током Одбрамбено-отаџбинског рата, обављао је функцију једног од команданата Новосарајевског четничког одреда. На Грбавици је формирао парохију и црквену општину, а један од објеката преуредио у богослужбени простор. Познато је да је поп Војислав помагао свима. У рату је више од 120 хиљада пакета примио и слао преко Миљацке, на територију под контролом АРБиХ. Од тих пакета је пола ишло муслиманима, а пола Србима, Хрватима и Јеврејима који су остали у другом дијелу Сарајева. Та врста помоћи ишла је преко цркве на Грбавици од септембра 1992. године па до фебруара 1996.
Протин ратни чин мајора је послије рата потврдила тадашња предсједница Биљана Плавшић, а од генерала Симића добио је чин потпуковника.

### Градња цркве на Грбавици
У ратно вријеме, с обзиром на велики број Срба који су живјели на Грбавици, и околним насељима, као и због чињенице да су три сарајевске православне цркве остале на територији коју је контролисала Армија РБиХ, зачела се идеја о градњи цркве на Грбавици.
У то вријеме у згради бивше школе МУП-а на Врацама, био је смјештен Руски војни батаљон. Командант тог батаљона је проту Војислава обавијестио да у Републику Српску треба да дође руски патријарх Алексеј, заједно са патријархом српским Павлом. Средином 1994. године земљиште за цркву на Грбавици су освештала два патријарха – патријарх Српске православне цркве Павле и патријарх московски и цијеле Русије Алексеј Други.
| „                 | И ујутру дођоше оба патријарха са пратњама, кад војска се постројава. Е, то је био први пут након Октобарске револуције у Русији да је руска војска парадно прошла испред руског патријарха, а ја сам био на тој централној трибини. | ” |
| — Војислав Чаркић | |   |

### Егзодус
| „                 | Остало ми је у сјећању да су и куварице и сервирке, које су радиле при нашој војсци, унапријед осуђене на три и по године затвора. | ” |
| — Војислав Чаркић | |   |

Прота Војо је 16. марта 1996. године, када је Грбавицу напустило око 5.000 њених становника, изашао на челу литије носећи исти онај крст, који су освештала два патријарха, преко Враца до територије Републике Српске. Крст су на леђима изнијели тадашњи министар вјера Драган Давидовић и начелник општине Српско Ново Сарајево Милорад Катић. Данас се тај крст налази у цркви Светог Ђорђа на Врацама у Источном Сарајеву.

## Посљератни период
Војислав Чаркић, је парохију са Грбавице након Егзодуса, пренио у Миљевиће, гдје је са избјеглим народом кренуо у изградњу новог храма. Црква Светог Ђорђа, модификована копија Старе цркве на Башчаршији је изграђена у близини војног гробља, које је формирао, за вријеме рата прото Војислав Чаркић и на коме су поред српских војника, сахрањени и руски добровољци.
Преминуо је 4. маја 2024. године у Источном Сарајеву.